# Josip Gigl
Josip Gigl (? – Zagreb, 25. siječnja 1808.), zagrebački graditelj.
Po struci je bio geometar, a radio je za biskupa Maksimilijana Vrhovca. Sačuvan je njegov nacrt iz 1806. za Ribnjak istočno od biskupskog dvora. Umro je u dobi oko 60 godina i pokopan na nekadašnjem groblju sv. Petra. Zasad nisu poznati njegovi radovi.
U Zagrebu je početkom 19. stoljeća postojalo više graditelja i umjetnika s prezimenom Gigl. Do danas nisu u potpunosti razgraničene njihove ličnosti i djela. Jedan od njih naslijedio je Josipa Gigla u službi biskupa Vrhovca, te je radio nacrte za Vrhovčev dvorac Stubički Golubovec. Treći je Ivan Martin Gigl, poznat kao kipar i štukater, također radio u spomenutom dvorcu.